# Посольство Танзании в России
Посольство Объединённой Республики Танзания в Российской Федерации (англ. Embassy of the United Republic of Tanzania in Moscow) — официальная дипломатическая миссия Танзании в России, расположена в Москве на Пресне на Большой Никитской улице, 51. Дипломатические отношения между СССР и Танзанией были установлены 11 декабря 1961 года.
- Адрес посольства: Москва, Большая Никитская улица, 51

- Посол Танзании в России: Фредрик Ибрахим Кибута (с 25 февраля 2022 года).
- Индекс автомобильных дипломатических номеров посольства — 064.

## Здание посольства

### Дом Коробковой

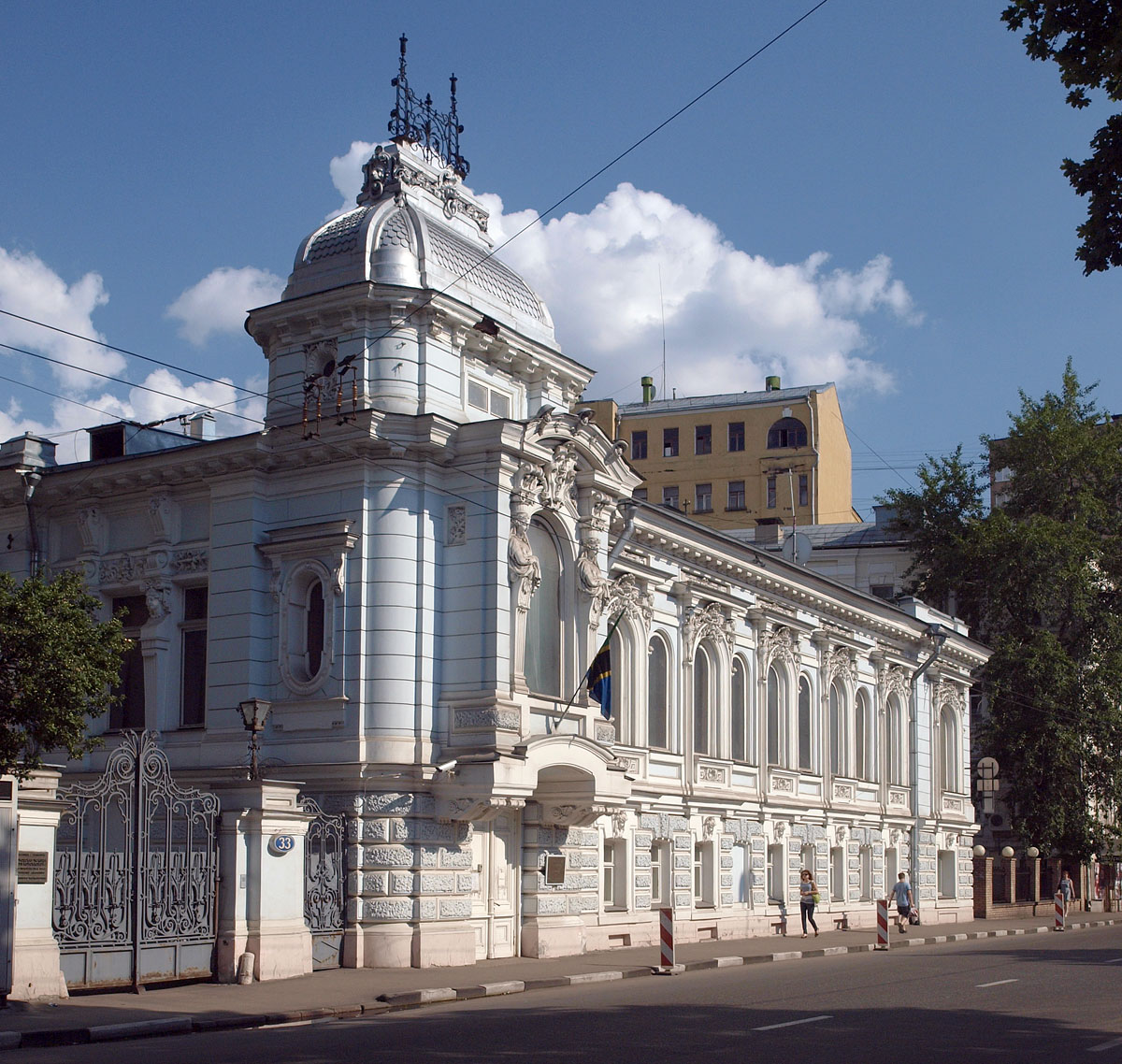
Дом Коробковой (Пятницкая улица, № 33). Здесь посольство Танзании располагалось до 2013 года.

До 2013 года посольство располагалось в доме Коробковой, памятнике архитектуры XIX века. Дом Коробковой строился в два этапа. Более старая, северная двухэтажная часть здания была построена в 1866 году и перестроена в эклектическом стиле архитектором Львом Николаевичем Кекушевым в 1890—1894 годах. Пристройка южного крыла была осуществлена к 1899 году архитектором С. С. Шуцманом, который также изменил фасад всего здания, в том числе и фасад Кекушева.
Здесь в 1930—1940-х годах жили президенты Академии наук СССР А. П. Карпинский и В. Л. Комаров.

### Б. Никитская
В 2013 году посольство переехало в посольский квартал на Большой Никитской улице и находится в доме 51, где ранее располагалось посольство Марокко. Дом 51 — , городская усадьба Н. И. Позднякова — С. В. Волковой — В. Н. Грибова (1806; 1834; 1860 — перестройка, архитектор Никитин; 1875; начало XX века, архитекторы Пётр Ушаков, Евгений Зеленский.

## Послы Танзании в России
- Дэниел Лукас Мфинанга (1964—1968)
- Рафаэль Хаджи Лукиндо (1968—1972)
- Сесил А. Каллаге (1972—1975)
- Пол Джеймс Касмир Ндобо (1976—1981)
- Исаак Абрахам Сепету (1982—1989)
- Уильям Лукас Мбаго (1989—1991)
- Уилсон Камухабва Тибайджука (1991—1994)
- Джеймс Лута Катека (1994—1998)
- Ева Лилиан Нзаро (1998—2002)
- Патрик Сегеджа Чокала (2002—2008)
- Джака Мгваби Мвамби (2008—2013)
- Винджонс Мэтью Кисамба (2014—2018)
- Саймон Марко Мумви (2018—2021)
- Фредрик Ибрахим Кибута (c 2022)